# لس‌آنجلس جنوبی
لس‌آنجلس جنوبی (به انگلیسی: South Los Angeles) یک منطقهٔ مسکونی در ایالات متحده آمریکا است که در لس آنجلس واقع شده‌است.